# Cantonul Carbonne
Cantonul Carbonne este un canton din arondismentul Muret, departamentul Haute-Garonne, regiunea Midi-Pyrénées, Franța.

## Comune
- Bois-de-la-Pierre
- Capens
- Carbonne (reședință)
- Longages
- Marquefave
- Mauzac
- Montaut
- Montgazin
- Noé
- Peyssies
- Saint-Sulpice-sur-Lèze